# Flesh and Bone (miniserie televisiva)
Flesh and Bone è una miniserie televisiva statunitense in otto parti, creata da Moira Walley-Beckett e trasmessa dall'8 novembre al 27 dicembre 2015 sul canale via cavo Starz.

## Trama
Flesh and Bone racconta la storia di Claire Robbins, una giovane ballerina che lascia Pittsburgh nella speranza di entrare all'American Ballet Company di New York City. La ragazza si ritrova in un ambiente nuovo, dove è costantemente messa sotto pressione dal direttore artistico Paul Grayson, con le sue irrefrenabili ambizioni, e dalle altre ballerine della compagnia, che le invidiano il grande talento.

## Personaggi e interpreti

### Personaggi principali
- Claire Robbins, interpretata da Sarah Hay, doppiata da Benedetta Ponticelli.
- Paul Grayson, interpretato da Ben Daniels, doppiato da Alessio Cigliano.
- Mia Bialy, interpretata da Emily Tyra, doppiata da Francesca Manicone.
- Kiira Koval, interpretata da Irina Dvorovenko, doppiata da Barbara De Bortoli.
- Romeo, interpretato da Damon Herriman, doppiato da Patrizio Cigliano.
- Bryan Robbins, interpretato da Josh Helman, doppiato da Gabriele Sabatini.
- Daphne Kensington, interpretata da Raychel Diane Weiner, doppiata da Letizia Scifoni.
- Ross, interpretato da Sascha Radetsky, doppiato da Marco Vivio.
- Trey, interpretato da Karell Williams, doppiato da Paolo Vivio.

### Personaggi secondari
- Jessica Jordan, interpretata da Tina Benko, doppiata da Anna Cesareni.
- Ivana, interpretata da Tovah Feldshuh, doppiata da Angiola Baggi.
- Toni Cannava, intrerpretata da Marina Benedict, doppiata da Sabrina Duranti.
- Pasha, interpretato da John Allee, doppiato da Roberto Certomà.
- Sergei Zelenkov, interpretato da Patrick Page, doppiato da Dario Oppido.

## Puntate
La miniserie è stata trasmessa in prima visione assoluta sul canale Starz dall'8 novembre al 27 dicembre 2015. La prima puntata è stata resa disponibile in anteprima il 2 novembre 2015 sul sito web di Starz (gratuitamente) e sui servizi dedicati agli abbonati Starz Play e Starz On Demand. Le restanti sette puntate sono state rese disponibili l'8 novembre 2015 sui servizi dedicati ai soli abbonati.
In Italia, la miniserie è stata pubblicata sulla piattaforma on demand TIMvision il 9 novembre 2015.

## Produzione
Il coreografo di produzione è Ethan Stiefel, mentre la sigla d'apertura è accompagnata da una cover, cantata da Karen O, del brano Obsession del gruppo musicale Animotion.